# Jaguar R3
A Jaguar R3 egy Formula–1-es versenyautó, amelyet a Jaguar csapat tervezett és versenyeztetett a 2002-es Formula–1 világbajnokság során. Pilótái Eddie Irvine és Pedro de la Rosa voltak.

## Áttekintés
Az első két, eredmények szempontjából kiábrándító év után 2002 még rosszabb volt a csapatnak. Az autót félretervezték, elsősorban a szélcsatornából származó téves számítások miatt. Habár Ausztráliában Irvine még el tudott érni egy negyedik helyet a sok kieső miatt, a csapnivaló megbízhatóság és a gyenge motorteljesítmény miatt elkezdtek visszaesni. A brit nagydíjtól kezdve a kasztni átalakított, R3B verzióját használták, és a fejlesztések miatt valamelyest javultak, Irvine dobogót is képes volt szerezni Monzában. Az általa gyűjtött nyolc pont volt a csapat összes eredménye abban az évben, amivel konstruktőri hetedikek lettek.
Ebben az idényben a csapat a Chevron Corporation kivonulása miatt már nem Texaco üzemanyagot használt, hanem BP-t.
Az egyik fennmaradt Jaguar R3-as a BOSS GP sorozatba került, ahol Riccardo Ponzio versenyzett vele 2021-ben és 2022-ben.

## Eredmények
| Év   | Csapat | Motor    | Gumik | Pilóták          | 1   | 2   | 3   | 4   | 5   | 6   | 7   | 8   | 9   | 10  | 11  | 12  | 13  | 14  | 15  | 16  | 17  | Pontok | Helyezés |
| ---- | ------ | -------- | ----- | ---------------- | --- | --- | --- | --- | --- | --- | --- | --- | --- | --- | --- | --- | --- | --- | --- | --- | --- | ------ | -------- |
| 2002 | Jaguar | Cosworth | M     |                  | AUS | MAL | BRA | SMR | ESP | AUT | MON | CAN | EUR | GBR | FRA | GER | HUN | BEL | ITA | USA | JPN | 8      | 7.       |
| 2002 | Jaguar | Cosworth | M     | Eddie Irvine     | 4   | KI  | 7   | KI  | KI  | KI  | 9   | KI  | KI  | KI  | KI  | KI  | KI  | 6   | 3   | 10  | 9   | 8      | 7.       |
| 2002 | Jaguar | Cosworth | M     | Pedro de la Rosa | 8   | 10  | 8   | KI  | KI  | KI  | 10  | KI  | 11  | 11  | 9   | KI  | 13  | KI  | KI  | KI  | KI  | 8      | 7.       |

† - Nem fejezte be a futamot, de rangsorolták, miután teljesítette a versenytáv 90 százalékát.

## Forráshivatkozások
1. ↑  Engine Ford Cosworth • STATS F1. www.statsf1.com. (Hozzáférés: 2024. szeptember 27.)